# Baslieux-sous-Châtillon
Baslieux-sous-Châtillon est une commune française, située dans le département de la Marne en région Grand Est.

## Géographie

### Localisation
Baslieux-sous-Châtillon se trouve à l'ouest du département de la Marne, en région Grand Est. Elle appartient à la région agricole du Tardenois.
La commune s'étend sur une superficie de 588 hectares, au sein de la Montagne de Reims et de son parc naturel régional. Sur son territoire, l'altitude varie de 90 à 243 mètres. Le village se trouve dans la vallée du ru de Belval, entre Châtillon-sur-Marne au sud-ouest et Cuchery au nord-est. Les coteaux du vignoble de Baslieux sont en AOC Champagne.
Par la route, Baslieux-sous-Châtillon se situe à 69 km de Châlons-en-Champagne, préfecture du département, à 21 km d'Épernay, sous-préfecture, et à 16 km de Dormans, bureau centralisateur du canton de Dormans-Paysages de Champagne dont dépend Baslieux-sous-Châtillon depuis 2015. La commune fait en outre partie du bassin de vie de Dormans.
Baslieux-sous-Châtillon est limitrophe de 6 communes :
| Jonquery | La Neuville-aux-Larris  |                        |
| Cuisles  | Baslieux-sous-Châtillon | Cuchery                |
|          | Châtillon-sur-Marne     | Villers-sous-Châtillon |

### Hydrographie
La commune est dans la région hydrographique « la Seine de sa source au confluent de l'Oise (exclu) » au sein du bassin Seine-Normandie. Elle est drainée par le ruisseau de Belval, le ruisseau de la Maquerelle,.
Le ruisseau de Belval, d'une longueur de 13 km, prend sa source dans la commune de Belval-sous-Châtillon et se jette  dans la Marne à Châtillon-sur-Marne, après avoir traversé cinq communes. 

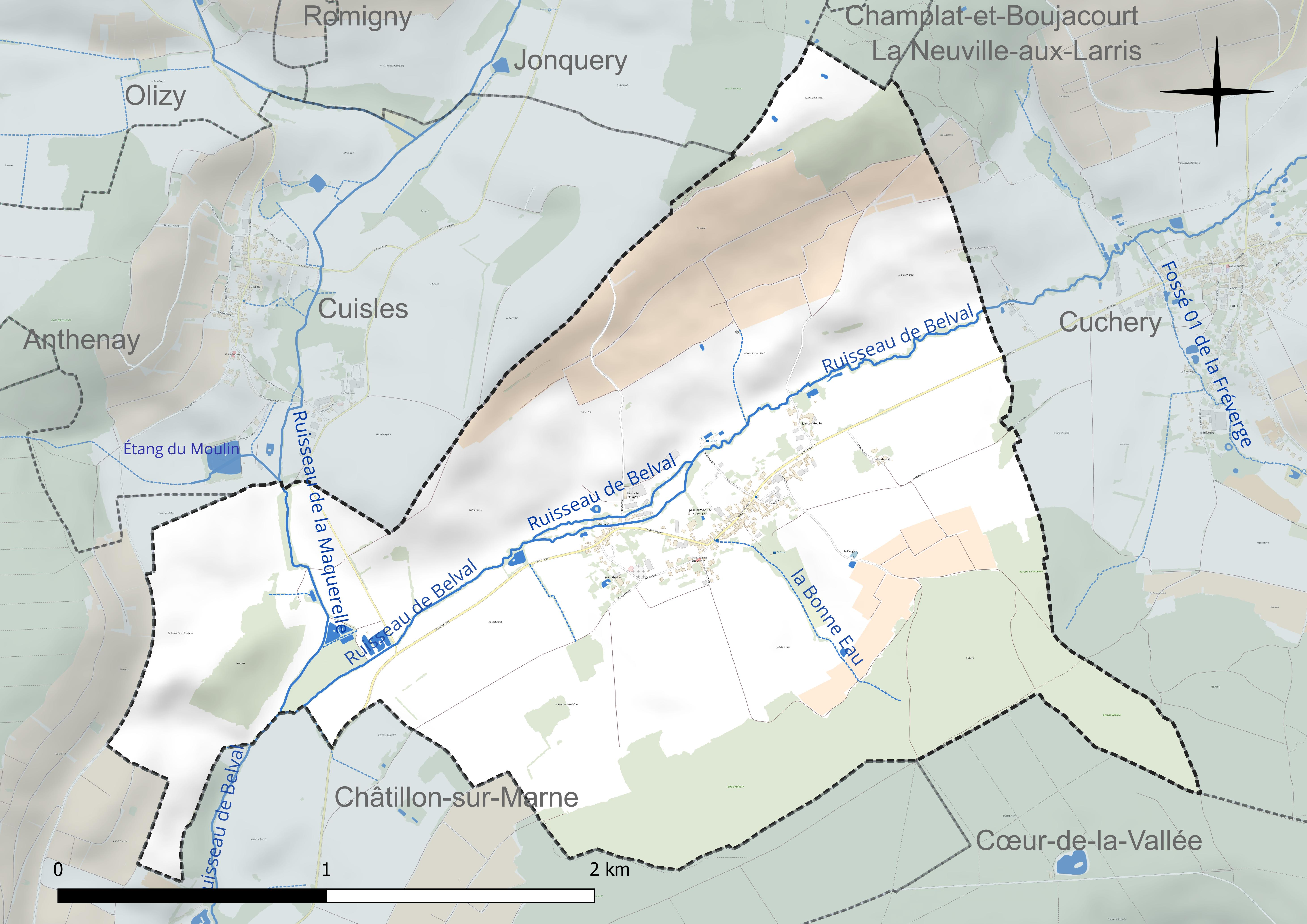
Réseau hydrographique de Baslieux-sous-Châtillon.

### Climat
Pour des articles plus généraux, voir Climat du Grand Est et Climat de la Marne.
En 2010, le climat de la commune est de type climat océanique dégradé des plaines du Centre et du Nord, selon une étude du Centre national de la recherche scientifique s'appuyant sur une série de données couvrant la période 1971-2000. En 2020, Météo-France publie une typologie des climats de la France métropolitaine dans laquelle la commune est exposée à un climat océanique altéré et est dans la région climatique  Nord-est du bassin Parisien, caractérisée par un ensoleillement médiocre, une pluviométrie moyenne régulièrement répartie au cours de l’année et un hiver froid (3 °C). 
Pour la période 1971-2000, la température annuelle moyenne est de 10,7 °C, avec une amplitude thermique annuelle de 15,8 °C. Le cumul annuel moyen de précipitations est de 751 mm, avec 12,6 jours de précipitations en janvier et 8,3 jours en juillet. Pour la période 1991-2020, la température moyenne annuelle observée sur la station météorologique de Météo-France la plus proche, « Chambrecy-Civc », sur la commune de Chambrecy à 7 km à vol d'oiseau, est de 10,7 °C et le cumul annuel moyen de précipitations est de 734,0 mm. 
La température maximale relevée sur cette station est de 40,3 °C, atteinte le 25 juillet 2019 ; la température minimale est de −22,1 °C, atteinte le 17 janvier 1985,,. 
Les paramètres climatiques de la commune ont été estimés pour le milieu du siècle (2041-2070) selon différents scénarios d'émission de gaz à effet de serre à partir des nouvelles projections climatiques de référence DRIAS-2020. Ils sont consultables sur un site dédié publié par Météo-France en novembre 2022.

### Milieux naturels et biodiversité
L'Inventaire national du patrimoine naturel (INPN) recense 294 espèces sur le territoire de la commune, dont 11 espèces protégées et 4 espèces menacées.
Baslieux-sous-Châtillon fait partie du parc naturel régional de la Montagne de Reims. Elle ne compte toutefois aucune zone naturelle d'intérêt écologique, faunistique et floristique (ZNIEFF)  ou autre espace naturel protégé sur son territoire.

## Urbanisme

### Typologie
Au 1er janvier 2024, Baslieux-sous-Châtillon est catégorisée commune rurale à habitat dispersé, selon la nouvelle grille communale de densité à sept niveaux définie par l'Insee en 2022.
Elle est située hors unité urbaine et hors attraction des villes,.

### Occupation des sols
L'occupation des sols de la commune, telle qu'elle ressort de la base de données européenne d’occupation biophysique des sols Corine Land Cover (CLC), est marquée par l'importance des territoires agricoles (76 % en 2018), une proportion identique à celle de 1990 (76 %). La répartition détaillée en 2018 est la suivante : terres arables (59,9 %), forêts (19,3 %), cultures permanentes (12,4 %), zones urbanisées (4,7 %), zones agricoles hétérogènes (3,8 %).
L'évolution de l’occupation des sols de la commune et de ses infrastructures peut être observée sur les différentes représentations cartographiques du territoire : la carte de Cassini (XVIIIe siècle), la carte d'état-major (1820-1866) et les cartes ou photos aériennes de l'IGN pour la période actuelle (1950 à aujourd'hui).

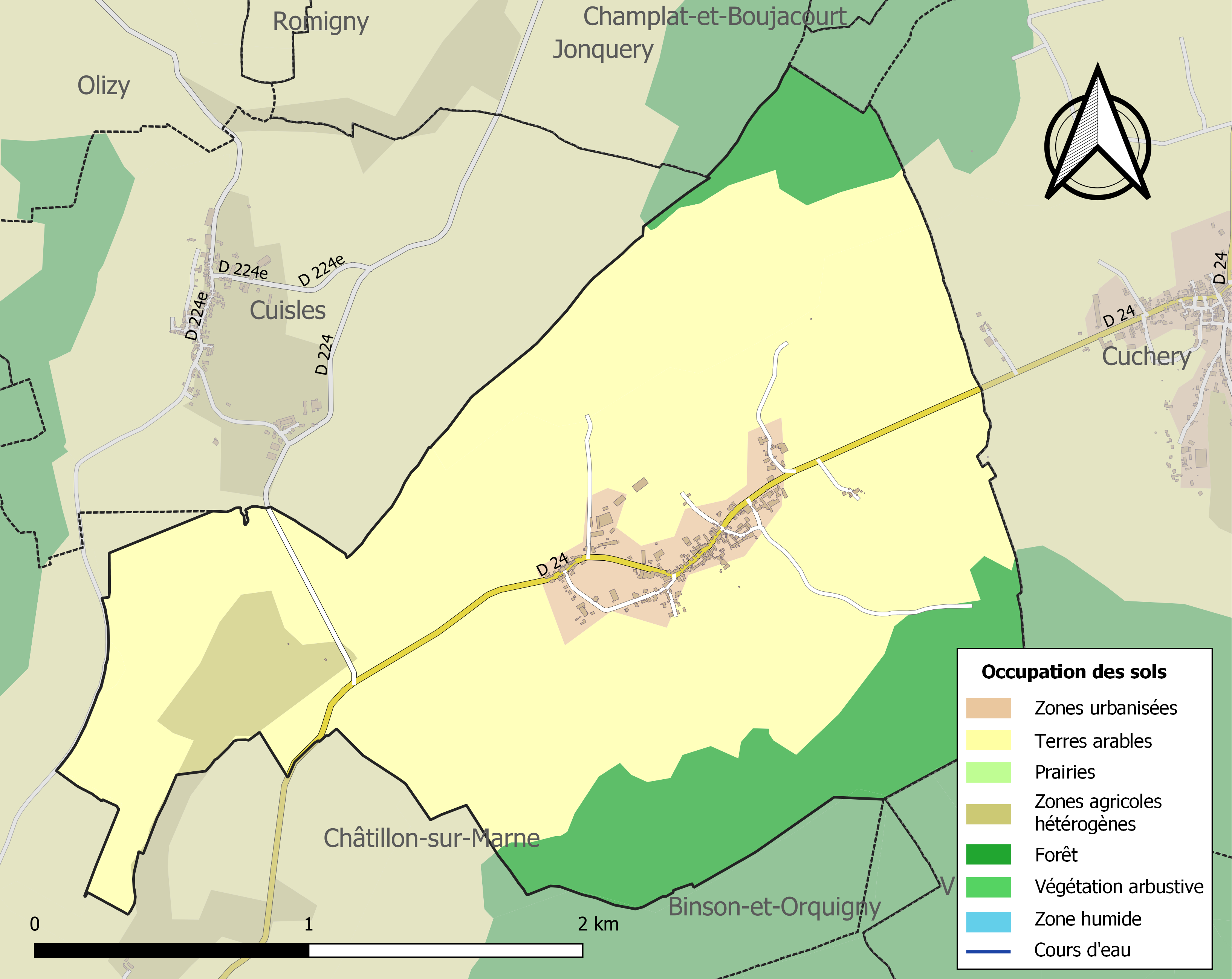
Carte des infrastructures et de l'occupation des sols de la commune en 2018 (CLC).

### Lieux-dits, hameaux et écarts
Le cadastre de 1832 cite comme lieux-dits : la Ferme-de-Longueau, Moulin-de-Cuisle, la Ferme du Moncetz, hameaux Heurtebise et Mellerei.

### Habitat et logement
En 2021, Baslieux-sous-Châtillon compte 99 logements. Ces logements sont à 99 % des maisons ; la commune ne comptant qu'un seul appartement. En raison de la prévalence des maisons, les résidences principales de Baslieux-sous-Châtillon disposent en moyenne de 5,4 pièces.
Le tableau ci-dessous présente une comparaison de quelques indicateurs chiffrés du logement pour Baslieux-sous-Châtillon, la communauté de communes des Paysages de la Champagne (CCPC), le département de la Marne et la France entière :
|                                                            | Baslieux-sous-Châtillon | CCPC   | Marne   | France     |
| ---------------------------------------------------------- | ----------------------- | ------ | ------- | ---------- |
| Ensemble des logements                                     | 99                      | 11 470 | 300 919 | 37 155 918 |
| Part des résidences principales (en %)                     | 76,1                    | 80,9   | 87,5    | 82,2       |
| Part des résidences secondaires (en %)                     | 6,7                     | 5,8    | 3,4     | 9,7        |
| Part des logements vacants (en %)                          | 17,2                    | 13,4   | 9,1     | 8,1        |
| Part des propriétaires de leur résidence principale (en %) | 82,4                    | 76,4   | 52,2    | 57,5       |

À Baslieux-sous-Châtillon, en 2021, 76,1 % des logements sont des résidences principales, 6,7 % des résidences secondaires et 17,2 % des logements vacants. Par ailleurs, 82,4 % des ménages sont propriétaires de leur résidence principale. Baslieux-sous-Châtillon se démarque alors par un nombre supérieur à la moyenne de ménages propriétaires de leur résidence principale.
Parmi les 75 résidences principales construites avant 2019, 18,9 % avaient été construites avant 1919, 18,9 % entre 1919 et 1945, 9,5 % entre 1946 et 1970, 32,4 % entre 1971 et 1990, 8,1 % entre 1991 et 2005 et 12,2 % entre 2006 et 2018.
Le tableau ci-dessous présente l'évolution du nombre de logements sur le territoire de la commune, par catégorie, depuis 1968 :
|                        | 1968 | 1975 | 1982 | 1990 | 1999 | 2010 | 2015 | 2021 |
| ---------------------- | ---- | ---- | ---- | ---- | ---- | ---- | ---- | ---- |
| Résidences principales | 61   | 61   | 58   | 66   | 67   | 69   | 74   | 75   |
| Résidences secondaires | 4    | 6    | 6    | 8    | 19   | 7    | 4    | 7    |
| Logements vacants      | 3    | 5    | 12   | 9    | 3    | 16   | 18   | 17   |
| Total                  | 68   | 72   | 76   | 83   | 89   | 92   | 97   | 99   |

### Voies de communication et transports
Baslieux-sous-Châtillon est traversée par la route départementale 24 entre Châtillon-sur-Marne au sud-ouest et Cuchery au nord-est. La commune est par ailleurs le point de départ de la route départamentale 224, qui se dirige vers le nord en direction de Ville-en-Tardenois.

## Toponymie
Le nom de la localité est attesté sous les formes « In villa que dicitur Balliolis, in pago Bansionensi » (868) ; Balliolum (1100) ; Baileus (1154) ; Parrochia de Ballolio (1154-1159) ; Bailliex (1209) ; Baillues (vers 1222) ; Ballies (vers 1274) ; Baillieux (1386) ; Bailleux (1502) ; « Au lieu de Mesleray autrement dict Bailleux » (1512) ; Baillieulx (1547) ; Balieux (1751).
Baslieux-sous-Châtillon est située au nord de Châtillon-sur-Marne.

## Histoire
Il existait déjà au IXe siècle, c'était une simple ferme dans le Bainsonois. En effet, on peut lire dans une charte de 862 qu'Ercherad, évêque de Châlons, cédait à un nommé Godbert  la Villa quacdictur Balliolis in page Bansionensi.
En 1652 pendant que les armées ennemies s'affaiblissaient, celle du roi s'était renforcée et Turenne, qui l'avait jusque-là ménagée, allait pouvoir reprendre l'offensive, dès le 2 novembre, il est à Baslieux-sous-Châtillon où ses soldats s'enivrent si bien qu'il ne s'en trouve pas un seul pour monter la garde à sa porte. Il dépendait du présidial de Château-Thierry et de la coutume de Vitry.
En 1820, le village est formé des écarts et hameaux suivants : Baslieux, Mesleray, le Presbytère, la Ferme du Montcet, Heurtebise, le Vieux Moulin et Longueau.
La commune est décorée de la Croix de guerre 1914-1918 le 30 mai 1921.

## Politique et administration
Par décret du 29 mars 2017, la commune est détachée le 31 mars 2017 de l'arrondissement de Reims pour intégrer l'arrondissement d'Épernay.

### Intercommunalité
La commune, antérieurement membre de la communauté de communes du Châtillonnais, est membre, depuis le 1er janvier 2014, de la communauté de communes Ardre et Châtillonnais.
En effet, conformément au schéma départemental de coopération intercommunale de la Marne du 15 décembre 2011, cette communauté de communes Ardre et Châtillonnais est issue de la fusion, au 1er janvier 2014, de la communauté de communes du Châtillonnais et de la communauté de communes Ardre et Tardenois,

### Liste des maires
| Période                                  | Période                      | Identité             | Étiquette | Qualité                 |
| ---------------------------------------- | ---------------------------- | -------------------- | --------- | ----------------------- |
| Les données manquantes sont à compléter. |                              |                      |           |                         |
| avant 1874                               | après 1876                   | Bochon               |           | [ 23 ]                  |
| 1879                                     |                              | Louis                |           |                         |
| 1971                                     | 1977                         | André Vincent        |           | Viticulteur             |
| 1977                                     | 1983                         | Guy Remi             |           | Viticulteur             |
| 1983                                     | 1991                         | Daniel Ponson        |           | Retraité                |
| 1991                                     | 2008                         | Jean-Marc Guillemont |           | Maître d’œuvre          |
| 2008                                     | 2012                         | Isabelle Pascal      |           | Employée administratice |
| 2012                                     | 2014                         | Alain Chauvet        |           | Viticulteur             |
| 2014                                     | En cours (au 4 juillet 2014) | Jean-Marc Guillemont |           | Maître d'oeuvre         |

## Équipements et services publics

### Eau et déchets
L'approvisionnement en eau potable et l'assainissement des eaux usées sont des compétences de la communauté de communes des Paysages de la Champagne. La commune de Baslieux-sous-Châtillon est alimentée en eau potable par la source « La Bonne Eau », située sur son territoire. La production et la distribution d'eau potable font l'objet d'une délégation de service public confiée à Suez jusqu'en 2029. Baslieux-sous-Châtillon accueille une station d'épuration à filtre planté de roseaux d'une capacité de 550 équivalent-habitants. L'assainissement collectif y est assuré en régie par la communauté de communes.
La communauté de communes est également compétente en matière de déchets. La collecte des ordures ménagères résiduelles et des déchets recyclables est réalisée en porte à porte. La communauté de commune adhérant au syndicat de valorisation des ordures ménagères de la Marne (SYVALOM), ces déchets sont amenés au centre de transfert départemental de Pierry puis valorisés sur le site de La Veuve. La collecte du verre et des textiles se fait en apport volontaire. La communauté de communes met par ailleurs six déchèteries à disposition de ses habitants, accessibles après création d'une carte d'accès : à Châtillon-sur-Marne, Damery-Venteuil, Fèrebrianges, Mareuil-le-Port, Montmort-Lucy et Trélou-sur-Marne.

### Enseignement
Baslieux-sous-Châtillon fait partie de l'académie de Reims.
Les enfants de Baslieux-sous-Châtillon sont accueillis au sein de l'école primaire (maternelle et élémentaire) de Cuchery, installée place de la Mairie et fréquentée par 88 élèves (chiffres 2024-2025).
Les jeunes de Baslieux-sous-Châtillon sont ensuite rattachés au collège Professeur Nicaise de Mareuil-le-Port et au lycée Stéphane-Hessel d'Épernay.

### Postes et télécommunications
Deux boîtes aux lettres de La Poste se trouvent sur le territoire de la commune, rue Valentine Regnier et rue Saint Vincent (hameau de Mellerai). Le bureau de poste le plus proche est l'agence postale communale de Châtillon-sur-Marne, à environ 4 km de Baslieux-sous-Châtillon.

### Justice, sécurité et secours
Du point de vue judiciaire, Baslieux-sous-Châtillon relève du conseil de prud'hommes, du tribunal de commerce, du tribunal judiciaire, du tribunal paritaire des baux ruraux et du tribunal pour enfants de Reims, dans le ressort de la cour d'appel de Reims. Pour le contentieux administratif, la commune dépend du tribunal administratif de Châlons-en-Champagne et de la cour administrative d'appel de Nancy.
Baslieux-sous-Châtillon est située en secteur Gendarmerie nationale et dépend de la brigade de Châtillon-sur-Marne.
En matière d'incendie et de secours, les centres d'incendie et de secours les plus proches sont ceux de Dormans et Romigny, dépendant du Service départemental d'incendie et de secours (SDIS) de la Marne. La commune est rattachée au centre de première intervention de La Neuville-aux-Larris qui compte 13 sapeurs-pompiers volontaires intercommunaux suppléant les pompiers professionnels du SDIS.

## Population et société

### Démographie
L'évolution du nombre d'habitants est connue à travers les recensements de la population effectués dans la commune depuis 1793. Pour les communes de moins de 10 000 habitants, une enquête de recensement portant sur toute la population est réalisée tous les cinq ans, les populations de référence des années intermédiaires étant quant à elles estimées par interpolation ou extrapolation. Pour la commune, le premier recensement exhaustif entrant dans le cadre du nouveau dispositif a été réalisé en 2006.

En 2022, la commune comptait 175 habitants, en évolution de −8,38 % par rapport à 2016 (Marne : −1,19 %, France hors Mayotte : +2,11 %).
| 1793 | 1800 | 1806 | 1821 | 1831 | 1836 | 1841 | 1846 | 1851 |
| ---- | ---- | ---- | ---- | ---- | ---- | ---- | ---- | ---- |
| 230  | 234  | 237  | 211  | 255  | 262  | 275  | 261  | 261  |

| 1856 | 1861 | 1866 | 1872 | 1876 | 1881 | 1886 | 1891 | 1896 |
| ---- | ---- | ---- | ---- | ---- | ---- | ---- | ---- | ---- |
| 261  | 260  | 245  | 208  | 200  | 194  | 206  | 211  | 198  |

| 1901 | 1906 | 1911 | 1921 | 1926 | 1931 | 1936 | 1946 | 1954 |
| ---- | ---- | ---- | ---- | ---- | ---- | ---- | ---- | ---- |
| 190  | 211  | 202  | 195  | 223  | 200  | 176  | 179  | 160  |

| 1962 | 1968 | 1975 | 1982 | 1990 | 1999 | 2006 | 2011 | 2016 |
| ---- | ---- | ---- | ---- | ---- | ---- | ---- | ---- | ---- |
| 158  | 164  | 158  | 151  | 159  | 173  | 191  | 178  | 191  |

| 2021 | 2022 | - | - | - | - | - | - | - |
| ---- | ---- | - | - | - | - | - | - | - |
| 178  | 175  | - | - | - | - | - | - | - |

### Cultes
Pour le culte catholique, l'église Saint-Léger de Baslieux-sous-Châtillon dépend de la paroisse Urbain II, au sein du diocèse de Reims.

### Médias
La presse écrite régionale comprend le quotidien L'Union et l'hebdomadaire L'Hebdo du vendredi.
Parmi les stations de radio locales, il est possible de citer Ici Champagne-Ardenne et Champagne FM.

## Culture et patrimoine

### Lieux et monuments
Le monument aux morts a été construit après la Première Guerre mondiale.

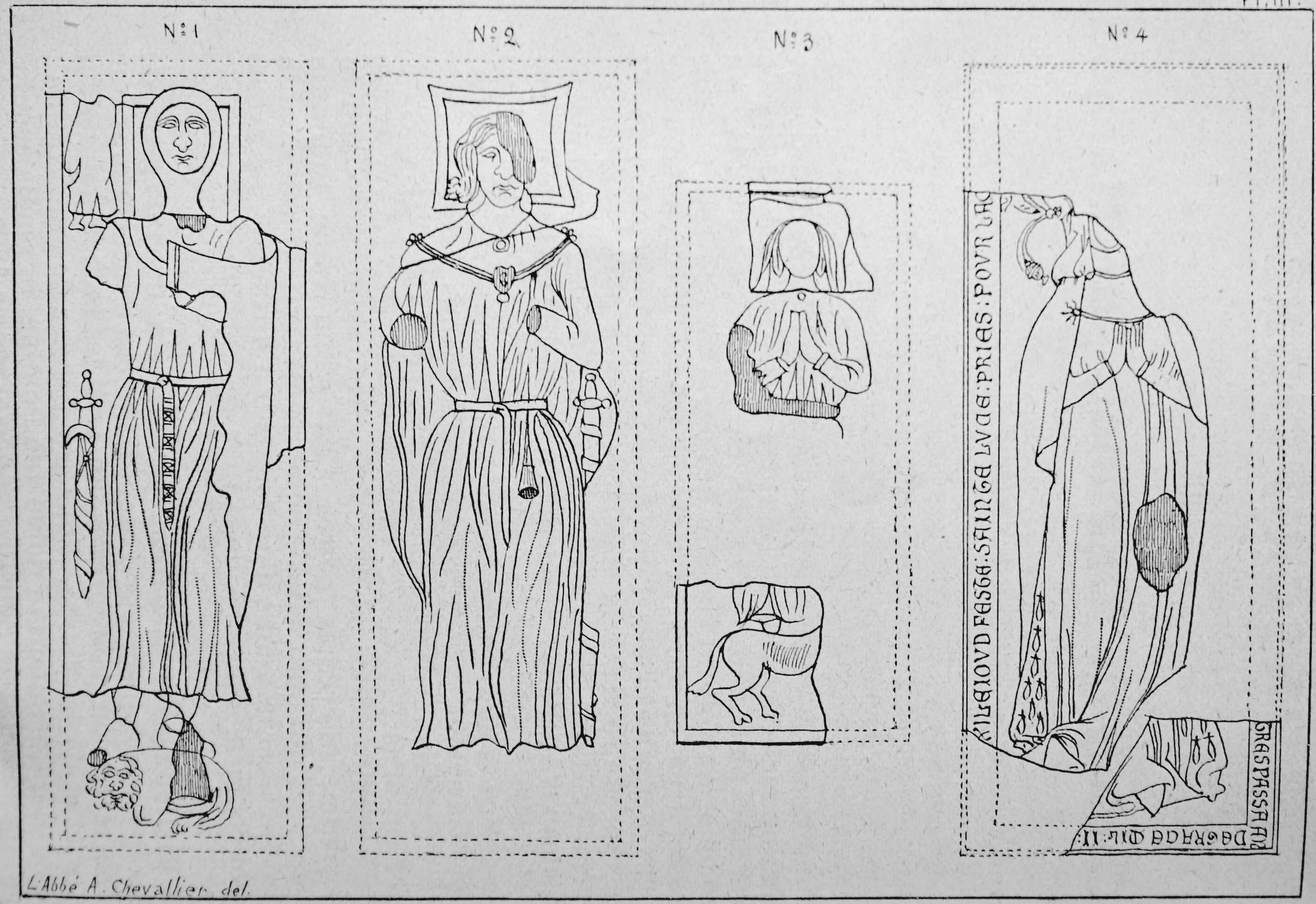
Relevé de pierres tombales du prieuré.

Le prieuré de Longueau, situé à 1 500 m au sud-ouest de la ville, il restait des ruines en 1871 surtout la chapelle ; en 1909 il ne restait plus qu'une croix pour en marquer le lieu. Sa fondation remontait à 1140 par Gaucher II de Châtillon, il fut aussi doté par les seigneurs de Châtillon. Son église était placée sous le vocable de Notre-Dame ; il fut transféré à Reims en 1622.
Quelques personnalités de la famille comtale y avaient leur tombe. Deux sculptures d'homme en habits du XIIe siècle que la coutume locale attribue à Thibault le fondateur et un chevalier. Deux sculptures de femmes, bienfaitrices ou abbesses ? Une seule ayant encore une inscription visible "...XI le jour de feste Sainte Luce priez pour l'am...trespassa l'an de grace mil et II...".
En 1178, Foulques prévôt de l'église de Reims faisait une donation, sa sœur y ayant fait ses vœux. Ce fut aussi le cas de Hugues Le Large en 1285. En 1622, les bandes de Ernest de Mansfeld lors de la guerre de Trente Ans, menaçaient la région ; les sœurs se réfugièrent en leur hôtel de Reims de la rue du Jard. Elles firent ensuite une demande pour y rester et elles eurent leur accord en 1633. En 1697 Françoise Coligny en était l'abbesse La trentaine de sœurs fut dispersée en 1792 par la Révolution française. La porte sud du prieuré avait pour accueillir ces mots : "INTROIBO IN DOMUM TUAM DOMINE ADORABO AD TEMPLUM SANCTUM TUUM IN TIMORE TUO".
L'église paroissiale Saint-Léger, dont le transept et le chevet sont datables du XVe siècle.

### Personnalités liées à la commune
- Nicolas Roland (1642-1678), prêtre, fondateur de la congrégation des Sœurs de l'Enfant-Jésus ; béatifié en 1994 par le pape Jean-Paul II.[réf. nécessaire]